# Nannophlebia anatya
Nannophlebia anatya là loài chuồn chuồn trong họ Libellulidae. Loài này được Lieftinck mô tả khoa học đầu tiên năm 1933.